# Ценова еластичност на предлагането
Ценовата еластичност на предлагането (т.е. еластичност на предлагането по отношение на цената, price elasticity of supply) представлява отношението между процентното изменение на количеството предлагани стоки към процентното изменение на цената. Зависимостта се изразява като {\displaystyle E_{s}={\frac {\%Q_{s}}{\%P}}}.
Ценовата еластичност на предлагането е обусловена от два основни фактора:
- динамика на производствените разходи в сравнение с динамиката на обема на продажбите, и
- времевият хоризонт.

И двата посочени фактора са свързани със спецификите на производствената дейност и ценообразуването. Производителят се интересува не само от размера на цената, но и от нейната структура: инвестиционни и експлоатационни производствени разходи, амортизация, добавена стойност, печалба. В този смисъл повишаването на цената би представлявало стимул за повишение на предлагането само в случай, че това не става за сметка на прекомерно повишаване на разходите за производство. Ако динамиката на цената не може да стимулира производителя да предлага повече продукция, то предлаганата стока се характеризира с ценова нееластичност по отношение на предлагането.
По отношение на времевия хоризонт, еластичността на предлагането има тенденция да нараства с увеличаване на периода. Причината за това е времето, което е необходимо на производителя да реорганизира процесите си на производство, за да реагира на ценовите изменения. Тази реорганизация се състои в наемането и обучението на допълнителен персонал, закупуване и внедряване на нова техника и нови технологии, разширяване на системата на дистрибуция и складова наличност и др.